# Chung Ju-yung
Chung Ju-yung (kor. 정주영; ur. 25 listopada 1915 w T’ongch’ŏn, zm. 21 marca 2001 w Seulu) – południowokoreański przedsiębiorca, założyciel koncernu Hyundai.

## Życiorys
Urodził się w T’ongch’ŏn (obecnie Korea Północna) w ubogiej wiejskiej rodzinie. Jako szesnastolatek sprzedał krowę należącą do jego ojca i uciekł z pieniędzmi do Seulu. Podejmował się różnych zajęć, zaczynał od obwoźnej sprzedaży ryżu z roweru. Wkrótce potem założył warsztat samochodowy, który z czasem rozwinął się w przedsiębiorstwo budowlane. Zyski lokował w różnych przedsięwzięciach, inwestował m.in. w stocznie. Spółkę inżynieryjno-konstrukcyjną o nazwie Hyundai (kor. 현대 – nowoczesny) założył w 1947 roku.
Firma Hyundai rozwinęła się dzięki kontraktom wojskowym z Amerykanami podczas wojny koreańskiej. Podczas industrializacji Korei, która miał miejsce po dojściu do władzy Parka Chung-hee, stała się jednym z tzw. czeboli, konglomeratem złożonym z 86 firm. Faworyzowane czebole miały dostęp do tanich kredytów i możliwość ekspansji. Hyundai stał się pierwszym producentem południowokoreańskich samochodów, wybudował wbrew radom Banku Światowego pierwszą w kraju autostradę łączącą Seul i Pusan, a także przeciwdziałał skutkom kryzysu naftowego.
Chung Ju-yung był osobiście zaangażowany w uzyskanie przez Seul praw do organizacji Letnich Igrzysk Olimpijskich w 1988 roku. W 1992 roku wystartował w wyborach prezydenckich, ale bez sukcesu, zajął trzecie miejsce, uzyskując 16% głosów. Został potem oskarżony o naruszenie prawa wyborczego, ponieważ w kampanii wykorzystał 81 mln $ należących do Hyundai. Został skazany na trzy lata więzienia w zawieszeniu (ze względu na wiek).
Zaangażował się w nawiązanie stosunków z Koreą Północną, pierwszą wizytę odbył tam już w 1989 roku. W 1998 roku zakupił 500 sztuk bydła, stado zostało symbolicznie przepędzone przez strefę zdemilitaryzowaną między dwoma Koreami, jako dar dla Korei Północnej. Spotkał się z Kim Dzong Ilem, a także rozpoczął projekt organizacji wycieczek turystycznych w Góry Diamentowe.
Azjatycki kryzys finansowy w 1997 roku, spowodował też problemy z płynnością finansową w grupie. Wsparcie rządowe w postaci pożyczek finansowych pozwoliły firmie przetrwać (konkurencyjne Daewoo w tym czasie upadło). Chung Ju-yung przeszedł na emeryturę w 2000 roku. Firmę przekazał synom, którzy już wcześniej walczyli o majątek.
Chung Ju-yung był uważany za osobę autorytarną, był zdyscyplinowany i wymagał dyscypliny od innych. Przez 30 lat jego sześciu synów było zapraszanych, aby o 5:30 zjeść śniadanie z ojcem. O jego niespożytej energii i niekonwencjonalnych pomysłach krąży wiele anegdot. Podczas wizyty prezydenta Dwighta Eisenhowera na amerykańskim cmentarzu wojskowym w Korei, zorganizował 30 ciężarówek z pędami jęczmienia, aby uzyskać efekt zielonej trawy. W 1971 roku przekonał Bank Barclays do zainwestowania w budowę statków. Pierwszy tankowiec był budowany w dwóch częściach, ponieważ stocznia Hyundaia była wówczas zbyt mała. Przy próbie złożenia okazało się, że części nie pasują do siebie.